# Theo Gaudig

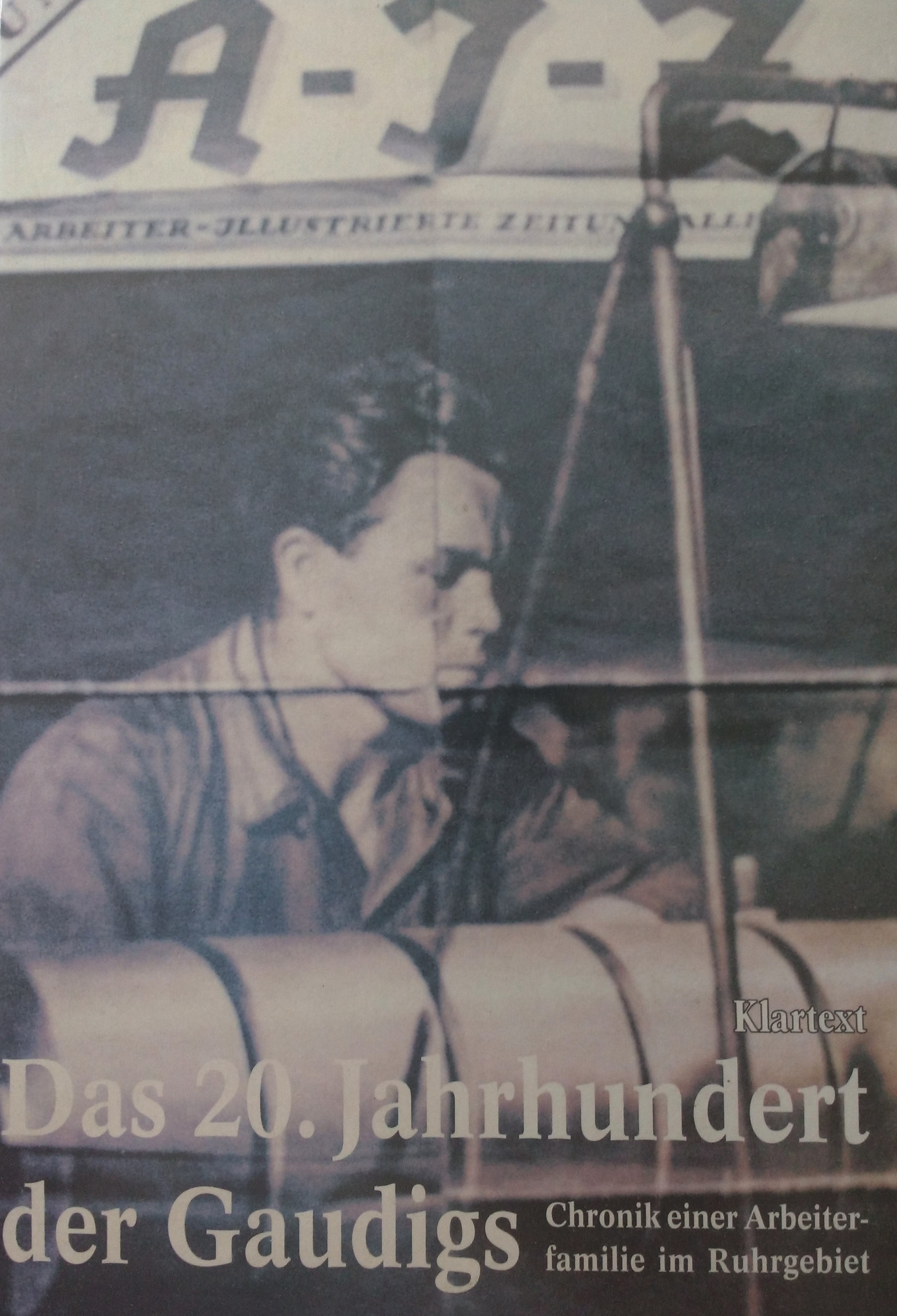
Theo Gaudig, Selbstporträt; Titelblatt der Arbeiter illustrierte Zeitung, Januar 1928

Theo Gaudig (* 20. Mai 1904 in Essen; † 16. März 2003 ebd.) war ein deutscher Arbeiterfotograf, Kommunist und ehemaliger Buchenwaldhäftling.

## Leben

### Widerstand und Verfolgung
Seine Eltern waren der Dreher Otto Gaudig, von 1924 bis 1933 Stadtverordneter der KPD in Mülheim an der Ruhr, der noch im April 1945 von den Nazis umgebracht wurde, und Johanna Gaudig, geborene Ferber, die ebenfalls im Widerstand war und während der Nazizeit zu drei Jahren Haft verurteilt wurde. Theo Gaudig machte seine Ausbildung als Dreher bei der Wilhelmi Schraubenfabrik in Mülheim an der Ruhr und organisierte sich bereits als Jugendlicher im Kommunistischen Jugendverband Deutschlands (KJVD). Um der ständigen Arbeitslosigkeit Anfang der zwanziger Jahre zu entgehen, machte er sich 1921 mit zwei weiteren Kollegen „richtig auf Walze“, wie er in seiner Biografie schildert, „hatten wir doch damals die Zeit der bewegten Jugend, die Wandervogelei.“ Nach zwei Jahren wieder zurück in Mülheim, beteiligte er sich sofort wieder an antimilitaristischen Aktionen gegen die französische Ruhrbesetzung. Beim Flugblatt- und Plakatekleben an der Mülheimer Garnison der Franzosen wurde er verhaftet und zu einer einmonatigen Gefängnisstrafe verurteilt – seine erste politische Haft. Es folgten einige Jahre wirtschaftlicher Ungewissheiten. Er bekam zwar Arbeit als Dreher bei Krupp, doch nur mit ständigen Unterbrechungen durch krisenbedingte Arbeitslosigkeit. Während dieser Zeit entwickelte er sein Interesse und seine Fähigkeiten für die Fotografie. Von erspartem Geld kaufte er sich eine Kamera. Er wurde Mitglied der gerade entstandenen Bewegung der Arbeiterfotografen und ist mit seinen Fotos auch recht bald in Arbeiterkreisen des Ruhrgebiets anerkannt worden. Das bekannteste und vielfach veröffentlichte Foto aus dieser Zeit ist ein Bild von Ernst Thälmann bei dessen Rede auf dem Essener Parteitag der KPD (1927). Und ein heimlich aufgenommenes Selbstporträt an seinem Kruppschen Arbeitsplatz wurde Titelbild der Januarausgabe 1928 der Arbeiter Illustrierten Zeitung (AIZ). Kamera, Platte, Aufnahme und dieses Titelbild werden heute als seltener Schatz im Ruhrmuseum Essen auf Zollverein präsentiert. Seinen Lebensunterhalt konnte Theo Gaudig allerdings mit der Fotografie nicht bestreiten. So ließ er sich 1928 auf das Angebot eines rumänischen Kommunisten ein, in Bukarest in dessen Fotoladen zu arbeiten. Dieses Fotogeschäft war zugleich ein Stützpunkt für die illegale Arbeit der seit 1924 verbotenen rumänischen KP. Seine Aufgabe war es, Flugblätter auf fotografischem Weg zu reproduzieren. 1930 flog der Stützpunkt mitsamt der illegalen Zelle auf. Gaudigs Verlobte Maria Burger war gerade zur Vorbereitung ihrer Hochzeit auf dem Weg nach Bukarest und musste wieder umkehren. Theo Gaudig wurde am 16. Oktober 1930 verhaftet, und ihm wurde zusammen mit 30 anderen Kommunisten u. a. auch aus Deutschland, Österreich und Frankreich der Prozess gemacht. Als Ausländer wurde er zur Höchststrafe von 15 Jahren Zwangsarbeit verurteilt, von denen er elf Jahre und drei Monate in rumänischen Zuchthäusern verbrachte, darunter allein fünf Jahre in dem berüchtigten Gefängnis Doftana. In dem Buch: Lichter in der Finsternis – Widerstand und Verfolgung in Essen (S. 252 ff) schilderte Gaudig ausführlich seine Zeit dort und die Bedingungen in diesem Gefängnis. Doch auch als die rumänischen Faschisten ihn 1942 nach Deutschland überstellten, kam er nicht frei, sondern wurde von der Gestapo umgehend ins Konzentrationslager Buchenwald überführt und blieb dort bis zur Befreiung des Lagers interniert.

### Nach 1945 – Der Zeitzeuge
Am 11. April 1945 endete für Theo Gaudig eine Zeit von fast 15 Jahren als politischer Gefangener in rumänischen Gefängnissen und im deutschen KZ Buchenwald. Zu diesem Zeitpunkt war er 41 Jahre alt. Wieder in Essen, war er bemüht, in ein „geregeltes“ Leben zu finden, soweit das in den Wirren der Nachkriegszeit möglich war. Bereits im Juni 1945 heirateten Theo und Maria Gaudig, eine Wohnung fanden sie in Essen-Holsterhausen. Gaudig nahm eine Tätigkeit als Aushilfskraft bei der Deutschen Bahn auf. Beamter konnte er nicht mehr werden, dazu war er zu alt. Maria und Theo Gaudig wurden zwar beide Mitglied der VVN, waren aber in diesen ersten Jahren nach dem Zweiten Weltkrieg politisch nicht besonders aktiv. Er schreibt: „1945, nach dem Krieg, war ich politisch ein bisschen müde… und dann waren da die Träume aus der Gefängniszelle… wenn man mal nach Paris kommen könnte. Oder Rom…“
Anfang der 1960er Jahre beschloss die Essener VVN einen Partnerschaftsvertrag mit der FNDIRP von Ivry bei Paris. Ehemalige Widerstandskämpfer aus Deutschland und von der französischen Résistance wollten auf lokaler Basis gemeinsam mit ihren Angehörigen einen Beitrag leisten zur deutsch-französischen Versöhnung und Verständigung. Sie organisierten gemeinsame Kinder- und Jugendferienlager und über Jahre hinweg gegenseitigen Austausch und Begegnungen. Theo Gaudig war dabei. Er war einer der ganz wenigen in der Essener VVN, der Französisch sprach. Gelernt hatte er die Sprache während seiner Gefängniszeit in der rumänischen Doftana. Bei zahlreichen Fahrten und gegenseitigen Begegnungen von Gruppen aus Ivry und Essen begleitete er die Delegationen und half als Übersetzer. Auch als sich 1976 der Bundesverband der Arbeiterfotografie auf Initiative der Essener Arbeiterfotografen Edith und Franz Ropenus (sie Apothekenhelferin und er Dreher bei Krupp) in Essen-Katernberg neu konstituierte, war Theo Gaudig bei deren erster Ausstellung in der Essener Volkshochschule dabei.
1978 wurde der Film Holocaust im westdeutschen Fernsehen gezeigt. Der Film traf auf ein ungeahntes Zuschauerinteresse und war Beleg für die wachsende Erkenntnis in der Bundesrepublik, dass es an der Zeit sei, die dunklen und menschenverachtenden Jahre von Novemberpogrom und Holocaust aufzuarbeiten. Das war auch in Essen so: Anfang November 1978 beschloss die Synode Nord der Evangelischen Kirche von Essen, der Stadt eine Umnutzung der ehemaligen Synagoge vorzuschlagen, die bis dahin als Ort für ein Industriemuseum zweckentfremdet worden war. Die NRZ vom 6. November 1978 zitierte aus dem Synodenbeschluss: „Es erscheine sinnvoll, dort eine würdige Mahnstätte für die Opfer der nationalsozialistischen Gewaltherrschaft einzurichten, als Ort historischer Aufarbeitung und Aktualisierung deutscher Vergangenheit.“ Ähnliche Vorschläge kamen auch aus der Gewerkschaft und von Einzelpersönlichkeiten aus Essen. Die SPD und dann auch der Rat der Stadt nahmen diesen Vorschlag auf, und die Alte Synagoge wurde am 9. November 1980 als Mahn- und Gedenkstätte durch Oberbürgermeister Katzor eröffnet. Seit 2010 ist das markante Gebäude das Haus der jüdischen Kultur.
Die Alte Synagoge als Gebäude und ihre Nutzung als Dokumentationsforum mit der Ausstellung 'Widerstand und Verfolgung in Essen 1933 bis 1945' wurden in den folgenden Jahren von der Essener Bevölkerung und insbesondere von einer großen Anzahl von Schulklassen und Jugendgruppen mit außerordentlichem Interesse belegt, weit über die Grenzen von Essen hinaus. Theo Gaudig war dabei von Anfang an als Zeitzeuge mit einem hohen persönlichen Engagement in diesen Prozess einbezogen. Er war dabei, wenn es darum ging, Dokumente zu sichten und aufzuarbeiten und insbesondere stand er, manchmal fast wöchentlich, den Schulklassen und Jugendgruppen als Zeitzeuge zum Gespräch zur Verfügung.

## Würdigungen

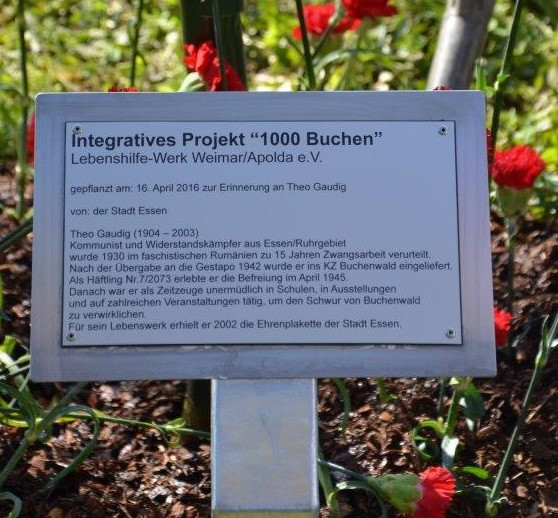

Der WDR produzierte über ihn und sein Lebenszeugnis den Dokumentarfilm Theo Gaudig, Jahrgang 1904. Ein Arbeiterleben im Ruhrgebiet, der erstmals am 2. Januar 1996 ausgestrahlt wurde.
Am 20. Mai 1994 gab seine Heimatstadt Essen aus Anlass seines 90. Geburtstags einen Empfang in den Räumen der Alten Synagoge, Hauptredner war der Essener Bürgermeister Hanns Sobek.
2002 wurde Theo Gaudig mit der Ehrenplakette der Stadt Essen ausgezeichnet.
Die DGB-Gewerkschaftsjugend organisierte 2016 gemeinsam mit der VVN eine Fahrt zum ehemaligen KZ Buchenwald und pflanzte dort im Rahmen des Besuchsprogramms einen Baum. Die Gedenktafel lautet: „Zum Gedenken an den antifaschistischen Widerstandskämpfer, KZ-Häftling und als Zeitzeuge bekannten Theo Gaudig“.